# Кубок мира по горнолыжному спорту 2014/2015
Кубок мира по горнолыжному спорту сезона 2014/2015 годов — 49-й по счёту сезон Кубка мира, который начался 25 октября 2014 года в австрийском Зёльдене и завершился 22 марта 2015 года во французском Мерибеле.
В сезоне была запланирована пауза в связи с проведением чемпионата мира в Бивер-Крике/Вейле со 2 по 15 февраля 2015 года.
В связи с плохой погодой в Куршевеле в женском Кубке мира произошло достаточно редкое событие — горнолыжницы дважды соревновались в шведском Оре, сначала в декабре (перенос стартов из Куршевеля), а затем в марте (изначально запланированные старты).

## Обзор сезона

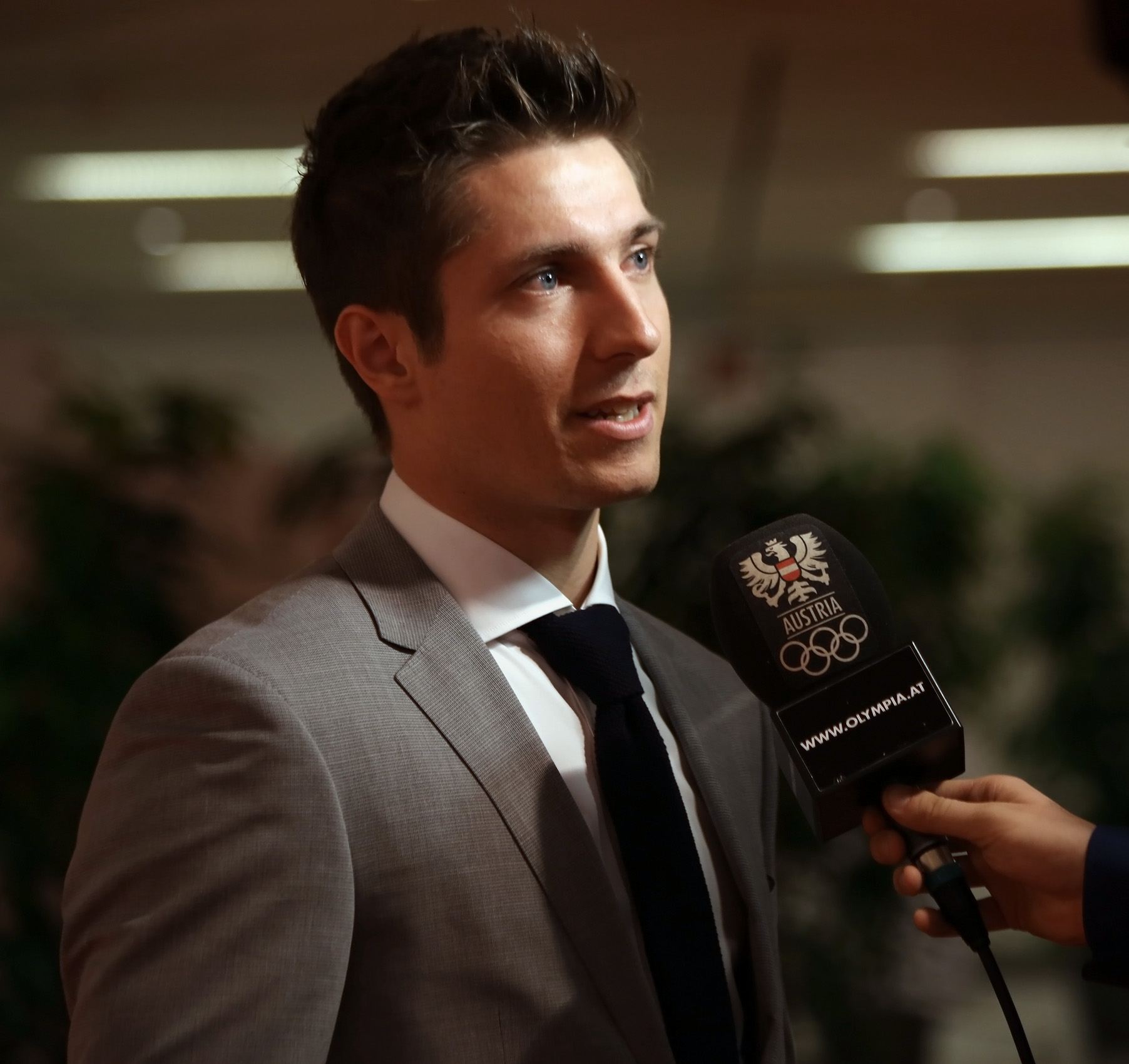
Марсель Хиршер стал первым в истории мужчиной, выигравшим Кубок мира 4 раза подряд (фото 2013 года)

Действующими обладателями Кубка мира по итогам сезона 2013/14 являлись представители Австрии Марсель Хиршер и Анна Феннингер.
14 декабря в шведском Оре Александр Хорошилов, заняв третье место в слаломе, стал первым в истории россиянином, попавшим в тройку лучших на этапе мужского Кубка мира по горнолыжному спорту (женщины из России последний раз поднимались на призовой подиум в 2000 году). 27 января он же выиграл слалом в Шладминге, одержав первую в истории российской мужской команды победу (до этого советский спортсмен Александр Жиров побеждал 28 марта 1981 года. С момента его победы до победы Хорошилова прошло 33 года, 9 месяцев и 30 дней).
19 января американка Линдси Вонн выиграла свой 63-й в карьере этап Кубка мира и стала лидером по этому показателю в истории женского Кубка мира, превзойдя достижение австрийки Аннемари Мозер-Прёль, установленное в 1980 году (62 победы).
24 января в Санкт-Морице Эдит Миклош, заняв третье место в скоростном спуске, стала первой в истории представительницей Венгрии, поднявшейся на подиум на этапе Кубка мира (как среди женщин, так и мужчин).
У мужчин долгое время лидировал Хиршер, который выиграл три последних Кубка мира в общем зачёте. Его единственным реальным конкурентом был норвежец Хьетиль Янсруд. Янсруд очень успешно выступал в скоростном спуске и супергиганте, выиграв в итоге оба этих зачёта. В Мерибеле Янсруд победил в скоростном спуске (седьмая для него победа в сезона и 4-я в скоростном спуске) и вплотную приблизился к Хиршеру в общем зачёте. На следующий день норвежец также успешно выступил в супергиганте, заняв второе место после Дастина Кука, но Хиршер, как и три года назад на финальном этапе сезона, неожиданно хорошо выступил в непрофильной для себя дисциплине, заняв четвёртое место (всего 0,09 сек отставания от победителя и 0,04 отставания от Янсруда). Марсель не позволил своему конкуренту в борьбе за Хрустальный глобус опередить себя в общем зачёте. Это было особенно важно в связи с риском того, что последние две дисциплины, в которых Хиршер является мировым лидером (слалом и гигантский слалом), могли быть отменены из-за очень тёплой погоды в Мерибеле. В итоге горнолыжники всё же выступили в этих дисциплинах. В гигантском слаломе Хиршер постарался свести риск схода с дистанции к минимуму и финишировал в итоге 4-м. Янсруд, который в 2010 году был серебряным призёром Олимпийских игр в этой дисциплине, в целом неудачно в сезоне выступал в гигантском слаломе. На этот раз после первого заезда он шёл только 21-м, но во второй попытке показал второй результат и сумел подняться до 11-го места. Однако это позволило норвежцу набрать не так много очков, и перед самым последним стартом сезона он уступал Хиршеру 60 очков. За последние три сезона Янсруд не набрал в слаломе на этапах Кубка мира ни одного очка, поэтому он не вышел на старт в последний день Кубка мира, что гарантировало Хиршеру 4-ю подряд победу в общем зачёте. Марсель же сумел выиграть слалом, что позволило ему опередить Феликса Нойройтера в борьбе за малый Хрустальный глобус в зачёте этой дисциплины (зачёт гигантского слалома Хиршер выиграл ранее). Всего за сезон Хиршер одержал пять побед в гигантском слаломе и три — в слаломе.

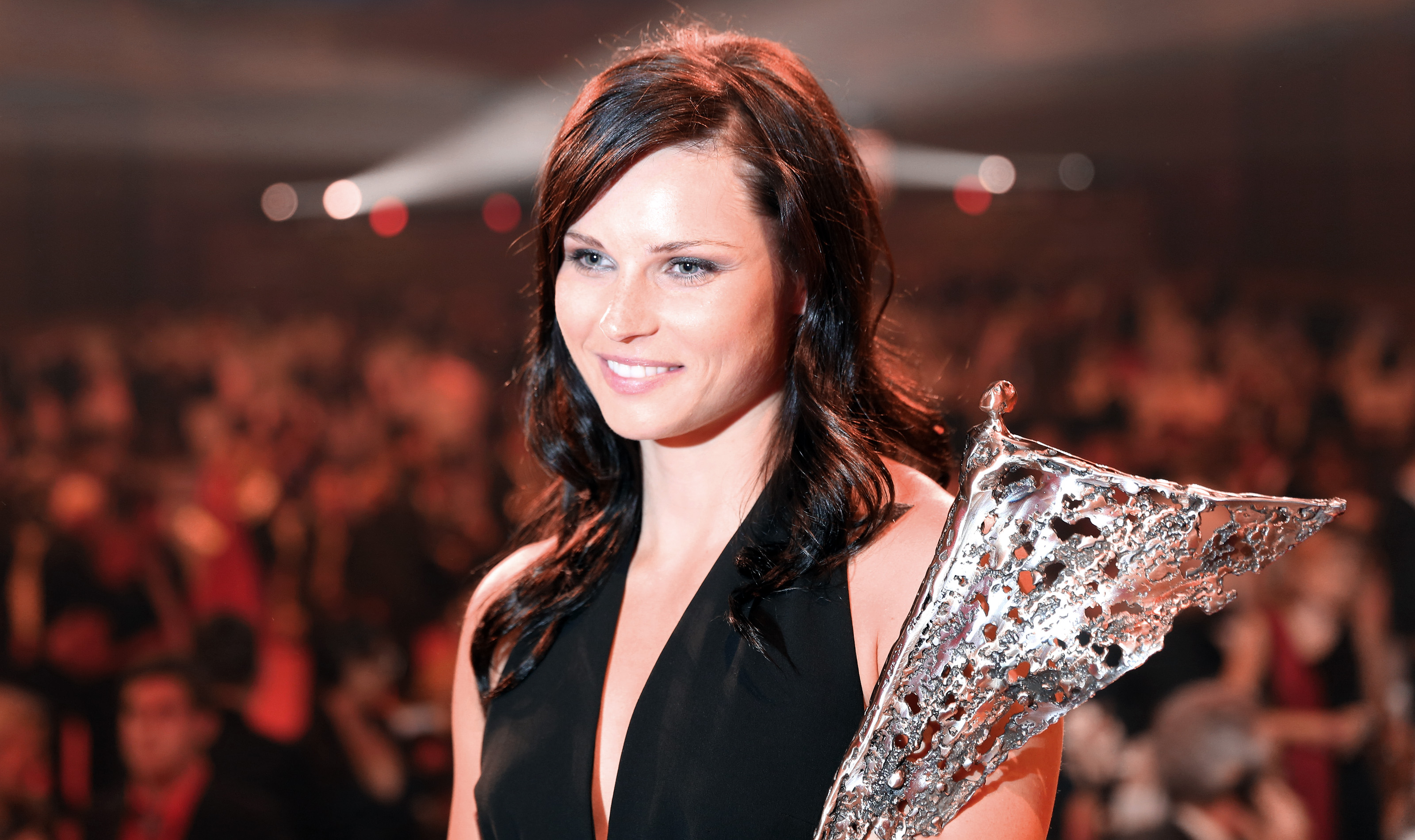
Анна Феннингер (на фото 2014 года) выиграла второй подряд Кубок мира в упорном соперничестве с Тиной Мазе

У женщин основная борьба за победу в общем зачёте с самого начала сезона шла между Анной Феннингер и Тиной Мазе, которые выигрывали Кубок мира в сезонах 2013/14 и 2012/13 соответственно. 4-кратная обладательница Кубка мира Линдси Вонн в очередной раз отлично выступила в скоростном спуске и супергиганте, выиграв оба этих зачёта.Тина Мазе подтвердила свой статус сильнейшего универсала мирового горнолыжного спорта (как женского, так и мужского) — по итогам сезона она вошла в топ-5 всех зачётов отдельных дисциплин (третье место в скоростном спуске, супергиганте и слаломе и пятое место в гигантском слаломе). Феннингер не выступала в слаломе, и здесь Мазе сумела создать существенный очковый задел. Однако австрийка значительно опередила Мазе в своей сильнейшей дисциплине — гигантском слаломе. Анна за сезон выиграла 4 из 7 этапов в этом виде и выиграла в итоге у Мазе почти 300 очков в зачёте гигантского слалома. По ходу сезона две соперницы неоднократно вместе поднимались на подиум, на чемпионате мира эти две горнолыжницы также были на ведущих ролях, выиграв по два золота каждая. Перед финальным этапом в Мерибеле Мазе и Феннингер шли с почти одинаковой суммой очков, немного впереди была Феннингер. В первой дисциплине в Мерибеле — скоростном спуске — Мазе стала четвёртой, а Феннингер выступила неудачно для своего уровня (8-е место). На следующий день Анна стала второй в супергиганте (после Линдси Вонн), а Мазе заняла третье место, что позволило Анне удержать лидерство в общем зачёте. Ещё через два дня состоялся слалом (американка Микаэла Шиффрин третий раз подряд выиграла малый Хрустальный глобус в слаломе), и по его итогам Мазе, заняв 4-е место, обогнала Феннингер в общем зачёте на 18 очков. В последний день Кубка мира Феннингер надо было побеждать в гигантском слаломе, чтобы обеспечить себе вторую подряд победу в общем зачёте вне зависимости от результата Мазе. Феннингер выиграла первую попытку с преимуществом в 0,27 сек над Мазе, которая была второй. По итогам второй попытки Мазе уступила Еве-Марии Брем, а вышедшая на старт последней Феннингер выиграла у Мазе ещё 0,19 сек, заняв в итоге первое место и в этот день, и в зачёте гигантского слалома, и в общем зачёте Кубка мира. Соперниц после 32 стартов сезона разделили всего 22 очка. При этом оба лидера женского Кубка мира набрали больше очков, чем победитель среди мужчин Хиршер, хотя мужчины за сезон провели на 5 стартов больше.
В зачёте Кубка наций продолжилось доминирование сборной Австрии. В общем зачёте австрийцы стали первыми 26-й раз подряд, они набрали больше очков, чем итальянцы и швейцарцы, занявшие второе и третье места, вместе взятые. Среди мужчин австрийцы стали первыми 23-й раз подряд, а среди женщин — 17-й.

## Общий зачёт. Топ-15
| №  | Горнолыжник          | Очки |
| -- | -------------------- | ---- |
| 1  | Марсель Хиршер       | 1448 |
| 2  | Хьетиль Янсруд       | 1288 |
| 3  | Алексис Пентюро      | 1006 |
| 4  | Феликс Нойройтер     | 838  |
| 5  | Фриц Допфер          | 797  |
| 6  | Ханнес Райхельт      | 760  |
| 7  | Доминик Парис        | 745  |
| 8  | Хенрик Кристофферсен | 729  |
| 9  | Маттиас Майер        | 717  |
| 10 | Карло Янка           | 643  |
| 11 | Тед Лигети           | 560  |
| 12 | Виктор Мюффа-Жанде   | 551  |
| 13 | Александр Хорошилов  | 485  |
| 14 | Ромед Бауман         | 461  |
| 15 | Макс Франц           | 457  |

| №  | Горнолыжница           | Очки |
| -- | ---------------------- | ---- |
| 1  | Анна Феннингер         | 1553 |
| 2  | Тина Мазе              | 1531 |
| 3  | Линдси Вонн            | 1087 |
| 4  | Микаэла Шиффрин        | 1036 |
| 5  | Николь Хосп            | 684  |
| 6  | Фрида Хансдоттер       | 679  |
| 7  | Катрин Цеттель         | 646  |
| 8  | Элизабет Гёргль        | 638  |
| 9  | Лара Гут               | 623  |
| 10 | Тина Вайратер          | 603  |
| 11 | Виктория Ребенсбург    | 573  |
| 12 | Надя Фанкини           | 468  |
| 13 | Ева-Мария Брем         | 452  |
| 14 | Корнелия Хюттер        | 440  |
| 15 | Мария Пиетиля Хольмнер | 411  |

## Результаты этапов
Сокращения названий дисциплин
- П — параллельный слалом (городской старт — city event)

В скобках после фамилии победителя указано который по счёту этап Кубка мира он выиграл за карьеру

### Мужчины
| Дата                                                     | Место                         | Вид | Победитель                                                           | Второе место                                                         | Третье место                                                         | Ссылка                                                               |
| -------------------------------------------------------- | ----------------------------- | --- | -------------------------------------------------------------------- | -------------------------------------------------------------------- | -------------------------------------------------------------------- | -------------------------------------------------------------------- |
| 26 окт 2014                                              | Зёльден, Австрия              | Г   | Марсель Хиршер (24)                                                  | Фриц Допфер                                                          | Алексис Пентюро                                                      |                                                                      |
| 16 ноя 2014                                              | Леви, Финляндия               | Сл  | Хенрик Кристофферсен (2)                                             | Марсель Хиршер                                                       | Феликс Нойройтер                                                     |                                                                      |
| 29 ноя 2014                                              | Лейк Луиз, Канада             | СС  | Хьетиль Янсруд (4)                                                   | Мануэль Осборн-Паради                                                | —                                                                    |                                                                      |
| 29 ноя 2014                                              | Лейк Луиз, Канада             | СС  | Хьетиль Янсруд (4)                                                   | Гильермо Файе                                                        | —                                                                    |                                                                      |
| 30 ноя 2014                                              | Лейк Луиз, Канада             | СГ  | Хьетиль Янсруд (5)                                                   | Маттиас Майер                                                        | Доминик Парис                                                        |                                                                      |
| 5 дек 2014                                               | Бивер-Крик, США               | СС  | Хьетиль Янсруд (6)                                                   | Беат Фойц                                                            | Стивен Наймен                                                        |                                                                      |
| 6 дек 2014                                               | Бивер-Крик, США               | СГ  | Ханнес Райхельт (8)                                                  | Хьетиль Янсруд                                                       | Алексис Пентюро                                                      |                                                                      |
| 7 дек 2014                                               | Бивер-Крик, США               | Г   | Тед Лигети (24)                                                      | Алексис Пентюро                                                      | Марсель Хиршер                                                       |                                                                      |
| 13 дек 2014                                              | Валь-д’Изер, Франция          | Сл  | Этап отменён из-за тёплой погоды и недостатка снега, перенесён в Оре | Этап отменён из-за тёплой погоды и недостатка снега, перенесён в Оре | Этап отменён из-за тёплой погоды и недостатка снега, перенесён в Оре | Этап отменён из-за тёплой погоды и недостатка снега, перенесён в Оре |
| 14 дек 2014                                              | Валь-д’Изер, Франция          | Г   | Этап отменён из-за тёплой погоды и недостатка снега, перенесён в Оре | Этап отменён из-за тёплой погоды и недостатка снега, перенесён в Оре | Этап отменён из-за тёплой погоды и недостатка снега, перенесён в Оре | Этап отменён из-за тёплой погоды и недостатка снега, перенесён в Оре |
| 12 дек 2014                                              | Оре, Швеция                   | Г   | Марсель Хиршер (25)                                                  | Тед Лигети                                                           | Штефан Луйц                                                          |                                                                      |
| 14 дек 2014                                              | Оре, Швеция                   | Сл  | Марсель Хиршер (26)                                                  | Феликс Нойройтер                                                     | Александр Хорошилов                                                  |                                                                      |
| 19 дек 2014                                              | Валь-Гардена, Италия          | СС  | Стивен Наймен (3)                                                    | Хьетиль Янсруд                                                       | Доминик Парис                                                        |                                                                      |
| 20 дек 2014                                              | Валь-Гардена, Италия          | СГ  | Хьетиль Янсруд (7)                                                   | Доминик Парис                                                        | Ханнес Райхельт                                                      |                                                                      |
| 21 дек 2014                                              | Альта-Бадья, Италия           | Г   | Марсель Хиршер (27)                                                  | Тед Лигети                                                           | Тома Фанара                                                          |                                                                      |
| 22 дек 2014                                              | Мадонна-ди-Кампильо, Италия   | Сл  | Феликс Нойройтер (10)                                                | Фриц Допфер                                                          | Йенс Бюггмарк                                                        |                                                                      |
| 28 дек 2014                                              | Санта-Катерина, Италия        | СС  | Трэвис Ганонг (1)                                                    | Маттиас Майер                                                        | Доминик Парис                                                        |                                                                      |
| 1 янв 2015                                               | Мюнхен, Германия              | П   | Этап отменён из-за тёплой погоды и недостатка снега                  | Этап отменён из-за тёплой погоды и недостатка снега                  | Этап отменён из-за тёплой погоды и недостатка снега                  | Этап отменён из-за тёплой погоды и недостатка снега                  |
| 6 янв 2015                                               | Загреб, Хорватия              | Сл  | Марсель Хиршер (28)                                                  | Феликс Нойройтер                                                     | Себастьян Фосс Солевог                                               |                                                                      |
| 10 янв 2015                                              | Адельбоден, Швейцария         | Г   | Марсель Хиршер (29)                                                  | Алексис Пентюро                                                      | Хенрик Кристофферсен                                                 |                                                                      |
| 11 янв 2015                                              | Адельбоден, Швейцария         | Сл  | Стефано Гросс (1)                                                    | Фриц Допфер                                                          | Марсель Хиршер                                                       |                                                                      |
| 16 янв 2015                                              | Венген, Швейцария             | СК  | Карло Янка (10)                                                      | Виктор Мюффа-Жанде                                                   | Ивица Костелич                                                       |                                                                      |
| 17 янв 2015                                              | Венген, Швейцария             | Сл  | Феликс Нойройтер (11)                                                | Стефано Гросс                                                        | Хенрик Кристофферсен                                                 |                                                                      |
| 18 янв 2015                                              | Венген, Швейцария             | СС  | Ханнес Райхельт (9)                                                  | Беат Фойц                                                            | Карло Янка                                                           |                                                                      |
| 23 янв 2015                                              | Кицбюэль, Австрия             | СГ  | Доминик Парис (4)                                                    | Маттиас Майер                                                        | Георг Штрайтбергер                                                   |                                                                      |
| 23 янв 2015                                              | Кицбюэль, Австрия             | СК  | Алексис Пентюро (8)                                                  | Марсель Хиршер                                                       | Ондржей Банк                                                         |                                                                      |
| 24 янв 2015                                              | Кицбюэль, Австрия             | СС  | Хьетиль Янсруд (8)                                                   | Доминик Парис                                                        | Гильермо Файе                                                        |                                                                      |
| 25 янв 2015                                              | Кицбюэль, Австрия             | Сл  | Маттиас Харгин (1)                                                   | Марсель Хиршер                                                       | Феликс Нойройтер                                                     |                                                                      |
| 27 янв 2015                                              | Шладминг, Австрия             | Сл  | Александр Хорошилов (1)                                              | Стефано Гросс                                                        | Феликс Нойройтер                                                     |                                                                      |
| 2—15 фев 2015 Чемпионат мира по горнолыжному спорту 2015 |                               |     |                                                                      |                                                                      |                                                                      |                                                                      |
| 21 фев 2015                                              | Зальбах-Хинтерглем, Австрия   | СС  | Маттиас Майер (2)                                                    | Макс Франц                                                           | Ханнес Райхельт                                                      |                                                                      |
| 22 фев 2015                                              | Зальбах-Хинтерглем, Австрия   | СГ  | Маттиас Майер (3)                                                    | Адриен Тео                                                           | Хьетиль Янсруд                                                       |                                                                      |
| 28 фев 2015                                              | Гармиш-Партенкирхен, Германия | СС  | Ханнес Райхельт (10)                                                 | Ромед Бауман                                                         | Маттиас Майер                                                        |                                                                      |
| 1 мар 2015                                               | Гармиш-Партенкирхен, Германия | Г   | Марсель Хиршер (30)                                                  | Феликс Нойройтер                                                     | Бенджамин Райх                                                       |                                                                      |
| 7 мар 2015                                               | Квитфьелль, Норвегия          | СС  | Ханнес Райхельт (11)                                                 | Мануэль Осборн-Паради                                                | Вернер Хил                                                           |                                                                      |
| 8 мар 2015                                               | Квитфьелль, Норвегия          | СГ  | Хьетиль Янсруд (9)                                                   | Винсент Крихмайр                                                     | Дастин Кук                                                           |                                                                      |
| 14 мар 2015                                              | Краньска-Гора, Словения       | Г   | Алексис Пентюро (9)                                                  | Марсель Хиршер                                                       | Тома Фанара                                                          |                                                                      |
| 15 мар 2015                                              | Краньска-Гора, Словения       | Сл  | Хенрик Кристофферсен (3)                                             | Джулиано Раццоли                                                     | Маттиас Харгин                                                       |                                                                      |
| 18 мар 2015                                              | Мерибель, Франция             | СС  | Хьетиль Янсруд (10)                                                  | Дидье Дефаго                                                         | Георг Штрайтбергер                                                   |                                                                      |
| 19 мар 2015                                              | Мерибель, Франция             | СГ  | Дастин Кук (1)                                                       | Хьетиль Янсруд                                                       | Брис Роже                                                            |                                                                      |
| 21 мар 2015                                              | Мерибель, Франция             | Г   | Хенрик Кристофферсен (4)                                             | Фриц Допфер                                                          | Тома Фанара                                                          |                                                                      |
| 22 мар 2015                                              | Мерибель, Франция             | Сл  | Марсель Хиршер (31)                                                  | Джулиано Раццоли                                                     | Александр Хорошилов                                                  |                                                                      |

### Женщины
| Дата                                                     | Место                         | Вид | Победительница                                                                                  | Второе место                                                                                    | Третье место                                                                                    | Ссылка                                                                                          |
| -------------------------------------------------------- | ----------------------------- | --- | ----------------------------------------------------------------------------------------------- | ----------------------------------------------------------------------------------------------- | ----------------------------------------------------------------------------------------------- | ----------------------------------------------------------------------------------------------- |
| 25 окт 2014                                              | Зёльден, Австрия              | Г   | Микаэла Шиффрин (10)                                                                            | —                                                                                               | Ева-Мария Брем                                                                                  |                                                                                                 |
| 25 окт 2014                                              | Зёльден, Австрия              | Г   | Анна Феннингер (9)                                                                              | —                                                                                               | Ева-Мария Брем                                                                                  |                                                                                                 |
| 15 ноя 2014                                              | Леви, Финляндия               | Сл  | Тина Мазе (24)                                                                                  | Фрида Хансдоттер                                                                                | Катрин Цеттель                                                                                  |                                                                                                 |
| 29 ноя 2014                                              | Аспен (Колорадо), США         | Г   | Ева-Мария Брем (1)                                                                              | Катрин Цеттель                                                                                  | Федерика Бриньоне                                                                               |                                                                                                 |
| 30 ноя 2014                                              | Аспен (Колорадо), США         | Сл  | Николь Хосп (12)                                                                                | Фрида Хансдоттер                                                                                | Катрин Цеттель                                                                                  |                                                                                                 |
| 5 дек 2014                                               | Лейк Луиз, Канада             | СС  | Тина Мазе (25)                                                                                  | Анна Феннингер                                                                                  | Тина Вайратер                                                                                   |                                                                                                 |
| 6 дек 2014                                               | Лейк Луиз, Канада             | СС  | Линдси Вонн (60)                                                                                | Стэйси Кук                                                                                      | Джулия Манкусо                                                                                  |                                                                                                 |
| 7 дек 2014                                               | Лейк Луиз, Канада             | СГ  | Лара Гут (11)                                                                                   | Линдси Вонн                                                                                     | Тина Мазе                                                                                       |                                                                                                 |
| 13 дек 2014                                              | Куршевель, Франция            | Сл  | Этап отменён из-за тёплой погоды и недостатка снега, перенесён в Оре                            | Этап отменён из-за тёплой погоды и недостатка снега, перенесён в Оре                            | Этап отменён из-за тёплой погоды и недостатка снега, перенесён в Оре                            | Этап отменён из-за тёплой погоды и недостатка снега, перенесён в Оре                            |
| 14 дек 2014                                              | Куршевель, Франция            | Г   | Этап отменён из-за тёплой погоды и недостатка снега, перенесён в Оре                            | Этап отменён из-за тёплой погоды и недостатка снега, перенесён в Оре                            | Этап отменён из-за тёплой погоды и недостатка снега, перенесён в Оре                            | Этап отменён из-за тёплой погоды и недостатка снега, перенесён в Оре                            |
| 12 дек 2014                                              | Оре, Швеция                   | Г   | Тина Мазе (26)                                                                                  | Сара Хектор                                                                                     | Ева-Мария Брем                                                                                  |                                                                                                 |
| 13 дек 2014                                              | Оре, Швеция                   | Сл  | Мария Пиетиля Хольмнер (3)                                                                      | Тина Мазе                                                                                       | Фрида Хансдоттер                                                                                |                                                                                                 |
| 20 дек 2014                                              | Валь-д’Изер, Франция          | СС  | Линдси Вонн (61)                                                                                | Виктория Ребенсбург                                                                             | —                                                                                               |                                                                                                 |
| 20 дек 2014                                              | Валь-д’Изер, Франция          | СС  | Линдси Вонн (61)                                                                                | Элизабет Гёргль                                                                                 | —                                                                                               |                                                                                                 |
| 21 дек 2014                                              | Валь-д’Изер, Франция          | СГ  | Элизабет Гёргль (7)                                                                             | Анна Феннингер                                                                                  | Тина Мазе                                                                                       |                                                                                                 |
| 28 дек 2014                                              | Кюхтай, Австрия               | Г   | Сара Хектор (1)                                                                                 | Анна Феннингер                                                                                  | Микаэла Шиффрин                                                                                 |                                                                                                 |
| 29 дек 2014                                              | Кюхтай, Австрия               | Сл  | Микаэла Шиффрин (11)                                                                            | Шарка Страхова                                                                                  | Венди Хольденер                                                                                 |                                                                                                 |
| 1 янв 2015                                               | Мюнхен, Германия              | П   | Этап отменён из-за тёплой погоды и недостатка снега                                             | Этап отменён из-за тёплой погоды и недостатка снега                                             | Этап отменён из-за тёплой погоды и недостатка снега                                             | Этап отменён из-за тёплой погоды и недостатка снега                                             |
| 4 янв 2015                                               | Загреб, Хорватия              | Сл  | Микаэла Шиффрин (12)                                                                            | Катрин Цеттель                                                                                  | Нина Лёсет                                                                                      |                                                                                                 |
| 10 янв 2015                                              | Бад-Клайнкирххайм, Австрия    | СС  | Отмена из-за сильного ветра. Соревнования перенесены в Кортину-д’Ампеццо на 16 января           | Отмена из-за сильного ветра. Соревнования перенесены в Кортину-д’Ампеццо на 16 января           | Отмена из-за сильного ветра. Соревнования перенесены в Кортину-д’Ампеццо на 16 января           | Отмена из-за сильного ветра. Соревнования перенесены в Кортину-д’Ампеццо на 16 января           |
| 11 янв 2015                                              | Бад-Клайнкирххайм, Австрия    | СГ  | Отмена из-за сильного ветра. Соревнования перенесены в Банско на 27 февраля, а затем на 2 марта | Отмена из-за сильного ветра. Соревнования перенесены в Банско на 27 февраля, а затем на 2 марта | Отмена из-за сильного ветра. Соревнования перенесены в Банско на 27 февраля, а затем на 2 марта | Отмена из-за сильного ветра. Соревнования перенесены в Банско на 27 февраля, а затем на 2 марта |
| 13 янв 2015                                              | Флахау, Австрия               | Сл  | Фрида Хансдоттер (2)                                                                            | Тина Мазе                                                                                       | Микаэла Шиффрин                                                                                 |                                                                                                 |
| 16 янв 2015                                              | Кортина-д’Ампеццо, Италия     | СС  | Элена Фанкини (2)                                                                               | Лариса Юркив                                                                                    | Виктория Ребенсбург                                                                             |                                                                                                 |
| 18 янв 2015                                              | Кортина-д’Ампеццо, Италия     | СС  | Линдси Вонн (62)                                                                                | Элизабет Гёргль                                                                                 | Даниела Меригетти                                                                               |                                                                                                 |
| 19 янв 2015                                              | Кортина-д’Ампеццо, Италия     | СГ  | Линдси Вонн (63)                                                                                | Анна Феннингер                                                                                  | Тина Вайратер                                                                                   |                                                                                                 |
| 24 янв 2015                                              | Санкт-Мориц, Швейцария        | СС  | Лара Гут (12)                                                                                   | Анна Феннингер                                                                                  | Эдит Миклош                                                                                     |                                                                                                 |
| 25 янв 2015                                              | Санкт-Мориц, Швейцария        | СГ  | Линдси Вонн (64)                                                                                | Анна Феннингер                                                                                  | Николь Хосп                                                                                     |                                                                                                 |
| 2—15 фев 2015 Чемпионат мира по горнолыжному спорту 2015 |                               |     |                                                                                                 |                                                                                                 |                                                                                                 |                                                                                                 |
| 21 фев 2015                                              | Марибор, Словения             | Г   | Анна Феннингер (10)                                                                             | Виктория Ребенсбург                                                                             | Тина Вайратер                                                                                   |                                                                                                 |
| 22 фев 2015                                              | Марибор, Словения             | Сл  | Микаэла Шиффрин (13)                                                                            | Вероника Велес-Зузулова                                                                         | Шарка Страхова                                                                                  |                                                                                                 |
| 28 фев 2015                                              | Банско, Болгария              | СГ  | Гонка была прервана из-за тумана после старта нескольких участниц, переноса не было             | Гонка была прервана из-за тумана после старта нескольких участниц, переноса не было             | Гонка была прервана из-за тумана после старта нескольких участниц, переноса не было             | Гонка была прервана из-за тумана после старта нескольких участниц, переноса не было             |
| 1 мар 2015                                               | Банско, Болгария              | СК  | Анна Феннингер (11)                                                                             | Тина Мазе                                                                                       | Катрин Цеттель                                                                                  |                                                                                                 |
| 2 мар 2015                                               | Банско, Болгария              | СГ  | Анна Феннингер (12)                                                                             | Тина Мазе                                                                                       | Линдси Вонн                                                                                     |                                                                                                 |
| 7 мар 2015                                               | Гармиш-Партенкирхен, Германия | СС  | Тина Вайратер (4)                                                                               | Анна Феннингер                                                                                  | Тина Мазе                                                                                       |                                                                                                 |
| 8 мар 2015                                               | Гармиш-Партенкирхен, Германия | СГ  | Линдси Вонн (65)                                                                                | Тина Мазе                                                                                       | Анна Феннингер                                                                                  |                                                                                                 |
| 13 мар 2015                                              | Оре, Швеция                   | Г   | Анна Феннингер (13)                                                                             | Надя Фанкини                                                                                    | Ева-Мария Брем                                                                                  |                                                                                                 |
| 14 мар 2015                                              | Оре, Швеция                   | Сл  | Микаэла Шиффрин (14)                                                                            | Вероника Велес-Зузулова                                                                         | Шарка Страхова                                                                                  |                                                                                                 |
| 18 мар 2015                                              | Мерибель, Франция             | СС  | Линдси Вонн (66)                                                                                | Элизабет Гёргль                                                                                 | Николь Хосп                                                                                     |                                                                                                 |
| 19 мар 2015                                              | Мерибель, Франция             | СГ  | Линдси Вонн (67)                                                                                | Анна Феннингер                                                                                  | Тина Мазе                                                                                       |                                                                                                 |
| 21 мар 2015                                              | Мерибель, Франция             | Сл  | Микаэла Шиффрин (15)                                                                            | Фрида Хансдоттер                                                                                | Вероника Велес-Зузулова                                                                         |                                                                                                 |
| 22 мар 2015                                              | Мерибель, Франция             | Г   | Анна Феннингер (14)                                                                             | Ева-Мария Брем                                                                                  | Тина Мазе                                                                                       |                                                                                                 |

### Команды
| Дата        | Место             | Первое место                                                                                                 | Второе место                                                                                                 | Третье место                                                                 |
| ----------- | ----------------- | --- | --- | ---------------------------------------------------------------------------- |
| 20 мар 2015 | Мерибель, Франция | Швейцария · Шарлотт Шабль · Мишель Гизин · Венди Хольденер · Джино Кавицель · Жюстен Мюризье · Рето Шмидигер | Швеция · Сара Хектор · Анна Свенн-Ларссон · Эмели Викстрём · Маттиас Харгин · Антон Лахденперя · Андре Мюрер | Австрия · Ева-Мария Брем · Кармен Тальман · Кристоф Нёзиг · Филипп Шёргхофер |

## Зачёт отдельных дисциплин

### Мужчины
| № | Горнолыжник     | Очки |
| - | --------------- | ---- |
| 1 | Хьетиль Янсруд  | 605  |
| 2 | Ханнес Райхельт | 511  |
| 3 | Гильермо Файе   | 389  |
| 4 | Доминик Парис   | 386  |
|   | Маттиас Майер   | 386  |

| № | Горнолыжник     | Очки |
| - | --------------- | ---- |
| 1 | Хьетиль Янсруд  | 556  |
| 2 | Доминик Парис   | 353  |
| 3 | Маттиас Майер   | 274  |
| 4 | Ханнес Райхельт | 243  |
| 5 | Дастин Кук      | 239  |

| № | Горнолыжник     | Очки |
| - | --------------- | ---- |
| 1 | Марсель Хиршер  | 690  |
| 2 | Алексис Пентюро | 487  |
| 3 | Тед Лигети      | 462  |
| 4 | Фриц Допфер     | 346  |
| 5 | Тома Фанара     | 330  |

| № | Горнолыжник          | Очки |
| - | -------------------- | ---- |
| 1 | Марсель Хиршер       | 614  |
| 2 | Феликс Нойройтер     | 591  |
| 3 | Александр Хорошилов  | 485  |
| 4 | Хенрик Кристофферсен | 463  |
| 5 | Фриц Допфер          | 451  |